# Quản lý xây dựng
Quản lý dự án xây dựng (QLDAXD) là một dịch vụ chuyên nghiệp sử dụng các kĩ thuật chuyên môn, quản lý dự án để giám sát việc lập kế hoạch, thiết kế và xây dựng một dự án, từ đầu công trình đến khi hoàn tất. Mục đích của QLDAXD là để kiểm soát thời gian của một dự án, chi phí và chất lượng. QLDAXD tương thích với tất cả các hệ thống phân phối dự án, bao gồm thiết kế - nhà thầu xây dựng, thiết kế xây dựng, quản lý độ an toàn và rủi ro và đối với các quan hệ đối tác. Mỗi dự án xây dựng cần một số lượng CM. Tuy nhiên, chuyên nghiệp quản lý xây dựng, hoặc QLDAXD, thường dành cho dài, quy mô lớn, chủ trương, ngân sách cao (bất động sản thương mại, cơ sở hạ tầng giao thông vận tải, các cơ sở công nghiệp, cơ sở hạ tầng quân sự,...), gọi là dự án vốn. Không có vấn đề thiết lập, trách nhiệm của QLDAXD là một chủ sở hữu, và làm cho một dự án nào đó thành công

## Các bước quản lý

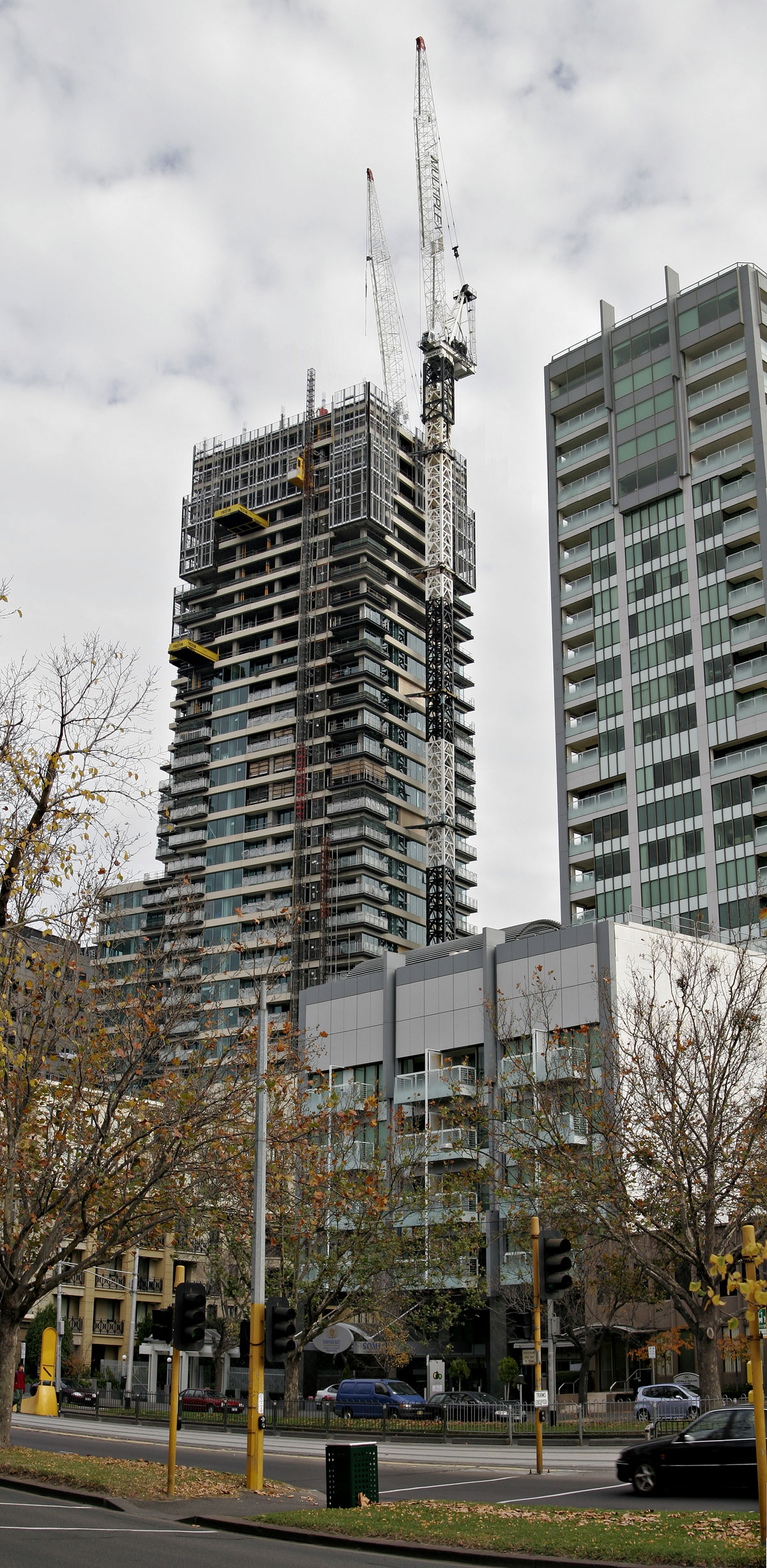
Cần cẩu là tối cần thiết trong các dự án xây dựng lớn, đặc biệt là nhà chọc trời

### Công nghệ xây dựng
1. Phương pháp thi công
2. Lập kế hoạch tiến trình thi công
3. Lập kế hoạch công trường
4. An toàn lao động
5. Tin học trong vận hành xây dựng
6. Kỹ thuật máy xây dựng

### Kinh tế quản trị xây dựng
1. Dự toán chi phí xây dựng công trình
2. Hợp đồng xây dựng
3. Chào thầu
4. Đấu thầu, lựa chọn nhà thầu
5. Các mô hình mời thầu và hợp đồng
6. Cấu trúc và công cụ của thị trường xây dựng

### Cơ sở Quản lý xây dựng
1. Quản lý tổng thể
2. Quản lý dự án
3. Quản lý chi phí (chi phí là khởi nguồn cho mọi hoạt động khác, quản lý chi phí là phức tạp nhất trong mọi lĩnh vực quản lý)
4. Quản lý đấu thầu, lựa chọn nhà thầu
5. Quản lý hợp đồng
6. Quản lý thi công xây dựng công trình
7. Quản lý chất lượng
8. Quản lý rủi ro
9. Các quản lý khác

### Quản lý đầu tư xây dựng
1. Lập tiến độ phát triển dự án
2. Kế hoạch đầu tư và tài chính
3. Luật quy hoạch và luật xây dựng

### Kiến thức bổ sung
1. Quản trị doanh nghiệp
2. Kế toán
3. Lý thuyết kinh tế
4. Công tác thị trường
5. Lý thuyết thuế và
6. Nghiên cứu vận hành (Operations Research)

### Phạm vi mở rộng
1. Xây dựng chìa khóa trao tay
2. Xây dựng trên nền cũ
3. Xây dựng tại nước ngoài
4. Xây dựng công nghiệp
5. Quản lý trang thiết bị (Facility Management)
6. Các dự án hợp tác công tư (Public Private Partenership - PPP);

### Các kỹ năng bổ trợ
1. Thuyết trình
2. Thương thảo
3. Ngôn ngữ
4. Tin học, công nghệ thông tin
5. Pháp luật (luật xây dựng, luật đấu thầu, luật đất đai, luật đầu tư, luật doanh nghiệp, luật lao động...)

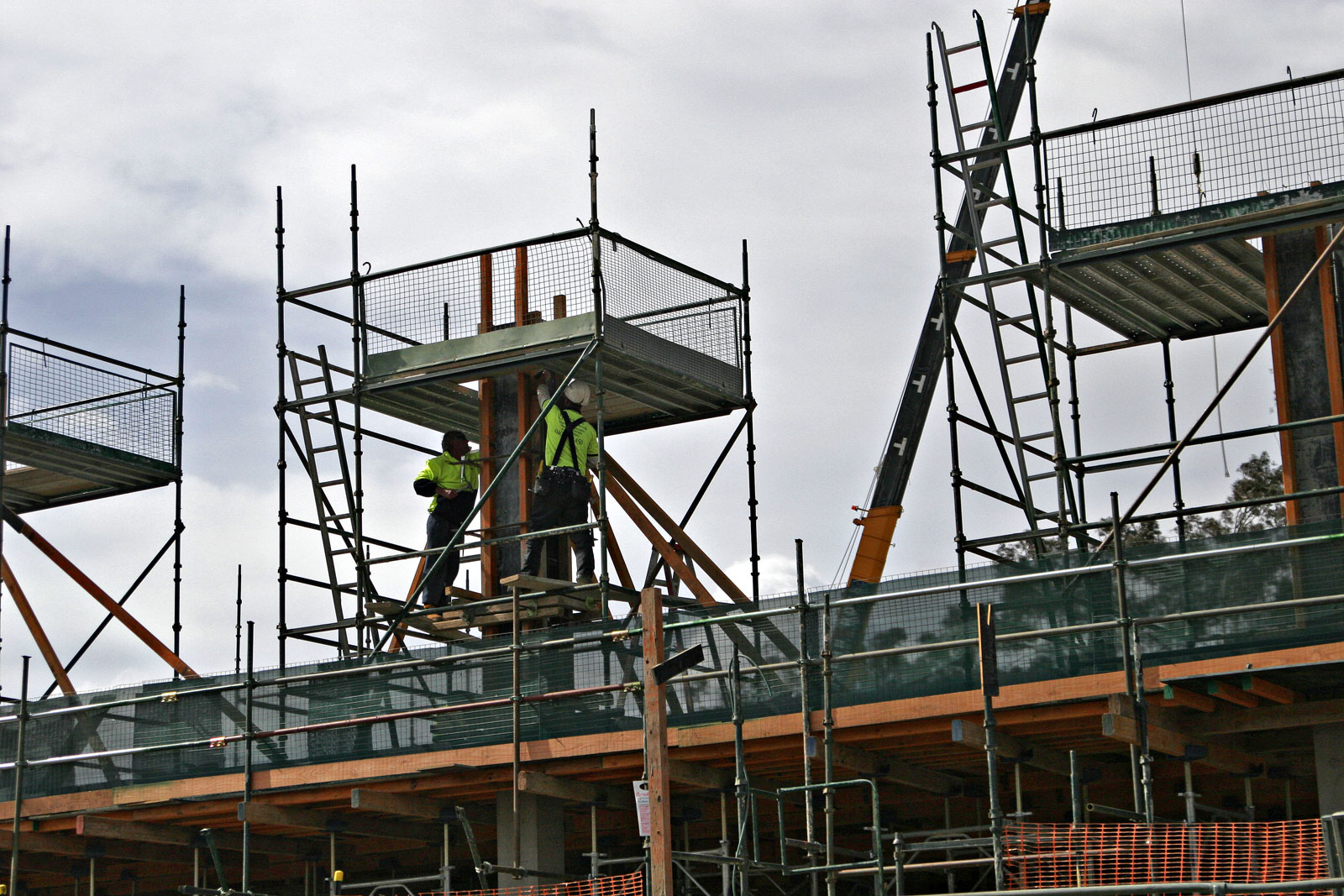
Một nhóm thợ xây dựng

6. Kỹ năng làm việc nhóm